# Phineas Fisher
Phineas Fisher (auch bekannt als Phisher) ist eine Hacker-Persönlichkeit oder der Tarnname eines Hackerkollektivs. Das erste Mal trat der Nutzer 2015 in Erscheinung. Phineas Fisher verlinkte auf Twitter einen Torrent, hinter dem sich sämtliche Geschäftsgeheimnisse der italienischen Firma Hacking Team verbargen, unter anderem auch Werbemittel wie Flyer und Werbevideos.
Phineas Fisher leakte Geschäftsgeheimnisse der deutsch-britischen Firma Gamma FinFisher, die die stark umstrittene Spionagesoftware FinFisher herstellt.
Immer wieder taucht Phineas Fisher im Zusammenhang mit Angriffen auf Firmen auf, die Überwachung ermöglichen und digitale Spionage oder Repressionswerkzeuge herstellen. In einem Interview bekennt Fisher sich auch zu einem digitalen Bankraub. Mit Bezug auf ein chinesisches Sprichwort verfolgt Fisher mit einer Hacking-Anleitung das Ziel: „Gib einem Menschen einen Exploit und er kann sich einen Tag lang einen Zugang verschaffen. Lehre ihn phishen, und er wird sein ganzes Leben lang Zugang bekommen.“ Fisher vollzog den Hack der Bank jedoch nicht mit besonderen Phishing-Methoden, sondern gelangte mithilfe des Shellshock-Exploits in eine Firewall von Sonicwall.
Mit einem ungewöhnlichen Bug-Bounty-Programm machte Fisher im November 2019 auf sich aufmerksam. So soll für jeden erfolgreichen Angriff in Abhängigkeit vom öffentlichen Interesse und der Wirkung des Hacks sowie dem damit verbundenen Aufwand eine Prämie an Hacker bezahlt werden. Phineas Fisher will damit ein Gegengewicht zu staatlichen Gratifikationen schaffen, um die Zivilgesellschaft vor Sicherheitslücken zu beschützen, die durch so genannte Zero Days bestehen.